# كينيث هورن
كينيث هورن (بالإنجليزية: Kenneth Horn)‏ هو سياسي أمريكي، ولد في 10 يوليو 1959 في ديترويت في الولايات المتحدة. حزبياً، نشط في الحزب الجمهوري. وقد انتخب عضو مجلس نواب ميشيغان ‏.